# Tautjik
Tautjik (ryska: Таучик) är en ort i Kazakstan. Den ligger i oblystet Mangghystau, i den västra delen av landet, 1 700 km sydväst om huvudstaden Astana. Tautjik ligger 70 meter över havet och antalet invånare är 2 600.
Terrängen runt Tautjik är platt åt sydväst, men åt nordost är den kuperad. Tautjik ligger nere i en dal.  Trakten runt Tautjik är nära nog obefolkad, med mindre än två invånare per kvadratkilometer. Omgivningarna runt Tautjik är i huvudsak ett öppet busklandskap.